# Jiddat al-Harasis

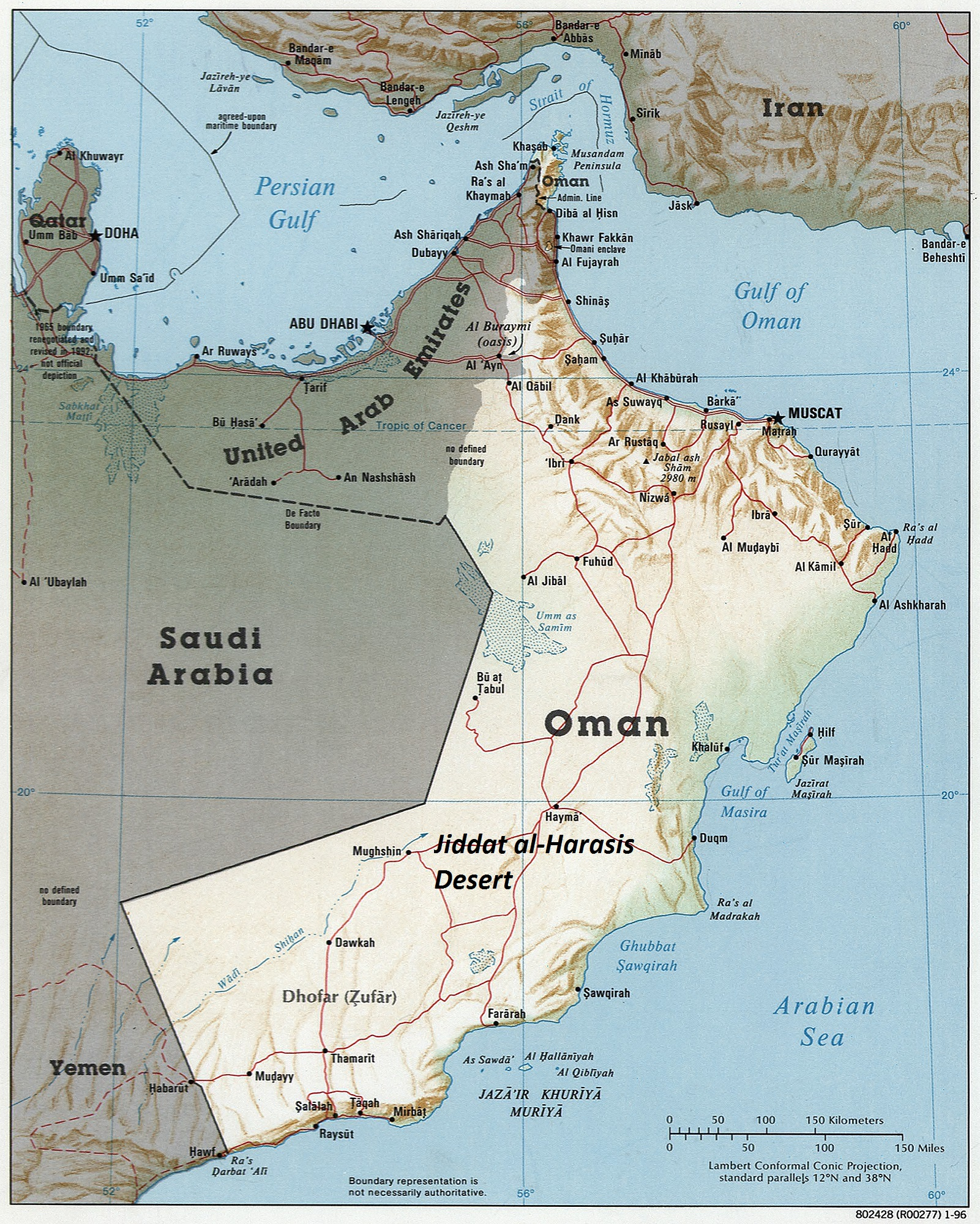
Localisation

Le Jiddat al-Harasis (ou Jiddat-il-Harasiis) est un désert rocheux au nord de la région de Dhofar et au centre-sud d'Oman. Le plus grand éparpillement de météorites du pays s'y trouve. Plus de 160 espèces d'oiseaux y ont été recensées parmi lesquelles l'outarde houbara, espèce en danger. On y trouve également des oryx d'Arabie et des gazelles arabes. La région n'était pas habitée en permanence avant le XIXe siècle et l'arrivée des Harsusis.

## Géographie

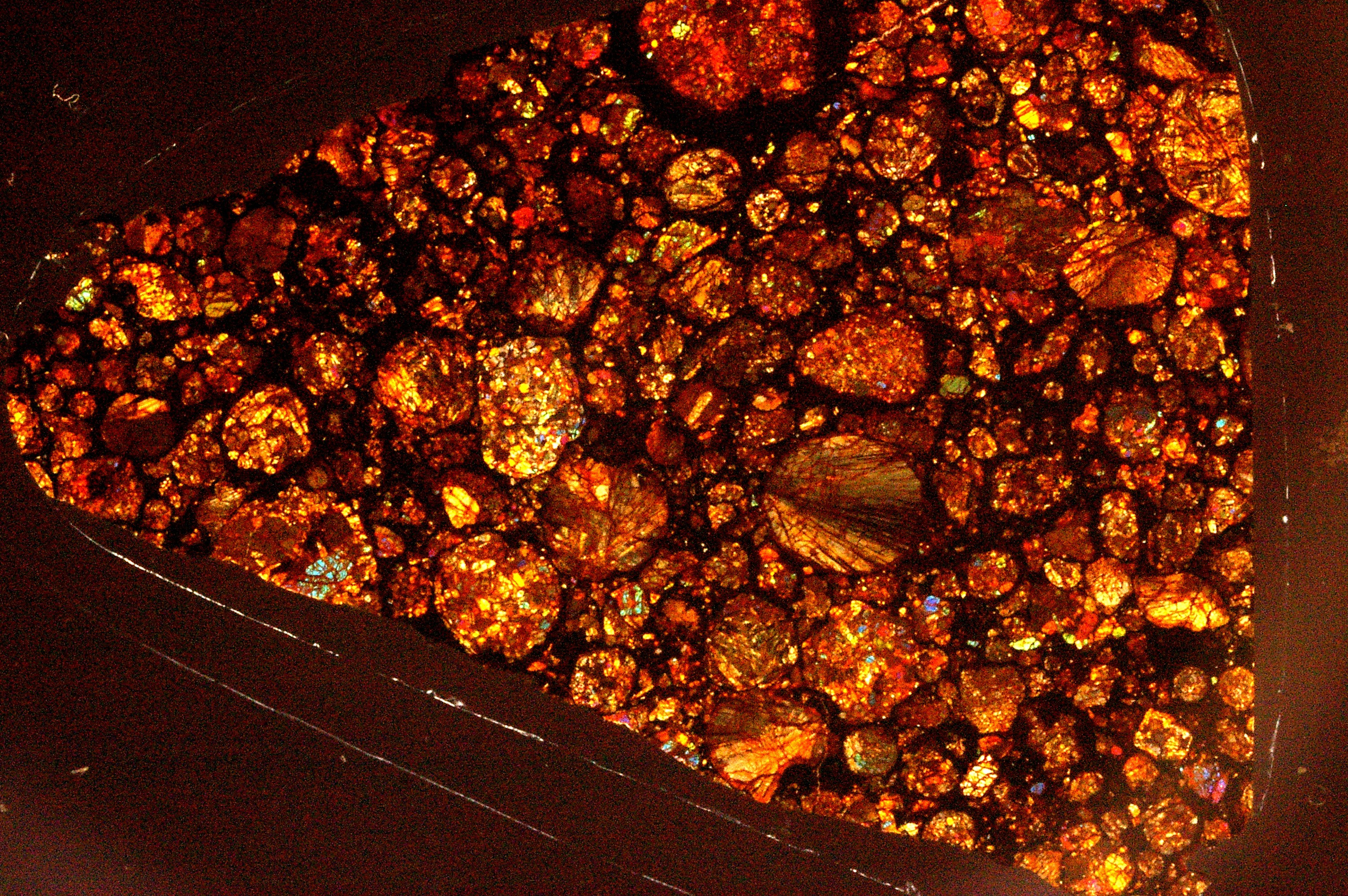
Section d'une météorite trouvée à Jiddat al-Harasis

Jiddat al-Harasis couvre une zone d'environ 27 000 km² et son niveau d'élévation oscille entre 100 et 150 m,. La zone est délimitée par un escarpement de 100 m de haut à l'est auquel est adjointe la dépression Huquf. La région est coincée entre la mer d'Arabie et les monts Janabah dont les plus hauts sommets atteignent les 300 m. La mer d'Arabie découpe les frontières est et sud de Jiddat.
La géologie principale consiste en des karsts calcaire datant du Miocène. Des éléments géologiques plus anciens sont également présents comme des stries glaciaires datant de 300 millions d'années et qui se sont maintenues un bon état de conservation.
Une mousson de sud-ouest et un brouillard côtier humidifient quelque peu Jiddat al-Harasis, les précipitations moyennes annuelles sont de 50 millimètres.
Oman est l'un des rares endroits de la Terre où l'on a trouvé des météorites lunaires. Le principal éparpillement de météorites se trouve à Jiddat al-Harasis. La Société internationale pour les météorites et la science planétaire ont enregistré 3 116 météorites à Oman dont 1 385 ont été trouvées à Jiddat al-Harasis (dont 41 lunaires).

## Faune et flore
L'Oryx d'Arabie vivait à l'état sauvage dans le désert de Jiddat al-Harasis jusqu'en 1972. Le San Diego Zoo Safari Park a envoyé cinq couples dans un centre de reproduction à Oman pour repeupler le désert. En 1996, 450 individus avaient pu être observé mais, en 2007, seulement 65 étaient recensés.
168 espèces d'oiseaux ont été dénombrés à Jiddat al-Harasis (22 espèces nidificatrices, 15 espèces migratoires et 104 espèces de passage) dont l'outarde houbara, espèce en danger.
Jiddat al-Harasis a une végétation de pseudo-savane avec des acacias qui poussent dans le désert et quelques herbes et arbustes. La végétation est éparse et limitée à certaines zones où le sable s'est accumulé dans les anfractuosités de la roche.